# مصطفى وهبي التل
«مصطفى وهبي» صالح التل (25 مايو 1899 - 24 مايو 1949) شاعر أردني من أشهر شعراء الأردن وأبرز شعراء الشعر العربي المعاصر ومن رواد الحركة الثقافية في الأردن. لقب بشاعر الأردن، وعرار. في شعره جودة ورصانة، ومناهضة للظلم ومقارعة للاستعمار. حصل على وسام النهضة من الدرجة الثالثة. من أبنائه وصفي التل الذي شغل منصب رئيس الوزراء في المملكة الأردنية الهاشمية خلال السبعينيات من القرن العشرين وسعيد التل الذي شغل منصب نائباً لرئيس الوزاء في المملكة الأردنية الهاشمية خلال التسعينات. حصل إجازة المحاماة عام 1930. أتقن التركية وتعلم الفرنسية والفارسية.
اعتمدت المنظمة العربية للتربية والثقافة والعلوم (الألكسو) عرار رمزاً عربياً للثقافة للعام 2022.

## طفولته وتعليمه
ولد «مصطفى وهبي» صباح الأربعاء الموافق 25 أيار عام 1899 في غرفة متواضعة في بيت جده مصطفى اليوسف التل في إربد، وسمي (مصطفى) تيمنًا به، وهو يحمل اسمًا مركبًا (مصطفى وهبي) إذ أضيف اسم وهبي إلى إسمه على الطريقة السائدة بين العائلات التركية آنذاك وهي إضافة اسم إلى اسم المولود الأصلي.
تلقّى عرار تعليمه الابتدائي في إربد في المدرسة الصالحية التي أسسها والده صالح أفندي، ثم سافر بعد الإنتهاء من المراحل التعليمية الأولى إلى مدرسة (عنبر) في دمشق، وخلال دراسته شارك في إحدى المظاهرات والاعتصامات المدرسية التي كانت تحرض الطلاب على الثورة ضد الحكم التركي، فألقي القبض عليه ونفي إلى بيروت، ولكنه ما لبث أن عاد إلى دمشق مرة أخرى. تخرج عرار من المدرسة بعد معاناة كبيرة بسبب المظاهرات.
في صيف عام 1916 عاد عرار إلى إربد لقضاء العطلة الصيفية، وفي تلك الفترة نشبت بينه وبين والده خلافات حادة، فمنعه من العودة إلى مدرسة عنبر في دمشق، وطلب منه البقاء في إربد ليعمل في مدرسة خاصة كان قد افتتحها وسماها «المدرسة الصالحية العثمانية». فاضطر عرار للعمل في مدرسة والده ولم تهدأ الخلافات بينهما واشتدت، فقرر أن يترك إربد مع صديقه محمد صبحي أبو غنيمة في 20 يونيو 1917 في طريقهم إلى أسطنبول، لكنهما لم يبلغانها بل وصلا إلى بلدة (عرب كير) التركية التابعة لولاية معمورة العزيز في منطقة الأناضول الشرقية إذ كان عم عرار (علي نيازي التل) يعمل في سلك القضاء في البلدة.
في بلدة عرب كير تزوج عرار من منيفة إبراهيم بابان التي أنجبت له إبنه البكر وصفي، كما عمل كوكيل معلم ثان لمحلة «اسكيشهر»، إذ عيّن في هذه الوظيفة بتاريخ 3 أكتوبر 1918 لكنه أستقال منها في 9 مارس 1919 وعاد إلى إربد.
قضى مصطفى صيف عام 1919 في إربد، واستطاع إقناع والده (بمساعدة بعض زملائه) بالعودة إلى مدرسة عنبر بدمشق. فسافر إليها في مطلع العام الدراسي 1919-1920. صادفت عودته قيام حركات طلابية ضد الأتراك، فاشترك فيها بل وقادها في بعض الأحيان، فقررت السلطات نفيه إلى حلب، وسمحت له بإكمال دراسته فيها، فسافر إليها في شباط 1920.
مكث عرار في حلب حتى يونيو 1920، وغادرها بعد أن حصل على الشهادة الثانوية من المدرسة السلطانية. تعلم اللغة التركية أثناء دراسته (وكانت اللغة الرسمية آنذاك)، كما عرف الفارسية والتي استفاد منها لترجمة كتاب رباعيات الخيام من الفارسية إلى العربية. وفي أواخر العشرينات درس القانون معتمداً على نفسه، وتقدم للفحص الذي كانت تجريه وزارة العدلية آنذاك، فاجتازه وحصل على إجازة المحاماة في 3 شباط 1930.

## حياته المهنية
عمل مصطفى بعدة وظائف في الفترة من عام 1922 إلى 1931، فعمل معلماً في مدرسة الكرك وفي مناطق متفرقة من شرقي الأردن، وحاكماً إدارياً لثلاث نواحي شرقي الأردن، وهي وادي السير، والزرقاء، والشوبك. وخلال الأعوام 1931 -1942 عمل معلما في إربد، والتحق للعمل بسلك القضاء في عام 1933 فشغل عدة مناصب كمأمور إجراءات، ورئيس كتاب محكمة الاستئناف، ومدّعي عام السلط، ومساعد النائب العام.
عاد عرار إلى وزارة المعارف (وزارة التربية والتعليم اليوم) فشغل منصب المفتش الأول فيها، وحين تركها عُيّن رئيسًا للتشريفات في الديوان العالي في عهد الملك عبد الله الأول، ثم متصرف للواء البلقاء (السلط) عام 1942، ومكث في هذا المنصب أقل من أربعة أشهر إذ عُزل، واقتيد إلى سجن المحطة في عمان حيث قضى نحو سبعين يوماً، بعد خروجه من السجن في نهاية 1942 مارس مهنة المحاماة في عمان، وافتتح مكتباً خاصاً به. كانت له صلات واسعة مع العديد من الشعراء المعاصرين له أمثال: إبراهيم ناجي، أحمد الصافي النجفي، إبراهيم طوقان، عز الدين الملكاوي، عبد الكريم الكرمي (أبو سلمى)، الشيخ فؤاد الخطيب. كما كانت صلته وثيقة ببلاط الملك عبد الله الأول بن الحسين، حيث كانت تجتمع نخبة من الشعراء والأدباء، وتدور بينهم مساجلات ومعارضات شعرية. ورث عرار عن والده حسا مرهفا وخاطرا متوقدا وذكاء خارقا وجنوحا إلى النظم، وورث عن والدته لسانا ذربا وطباعا شاذة وعنادا.
سجن مصطفى وطُرد من وظيفته كرئيس للمراسم في ديوان الأمير عبد الله عام 1942 بسبب مشادة مع رئيس الوزراء آنذاك توفيق أبو الهدى فغضب نجله الأكبر وصفي وطلب إجراء مقابلة مع رئيس الوزراء الذي رفض طلبه، فقد وصفي أعصابه في الممر خارج مكتب رئيس الوزراء وتفوه ببعض الشتائم فسمعه أبو الهدى، فسجن مع والده لمدة ثلاثة أشهر وفقد وظيفته كمدرس. أصبح وصفي فيما بعد رئيس وزراء الأردن لعدة فترات خلال أواخر الستينيات وأوائل السبعينيات حتى اغتياله في عام 1971. وأصبح ابن مصطفى الآخر سعيد نائبًا لرئيس الوزراء الأردني خلال التسعينيات.

## وفاته

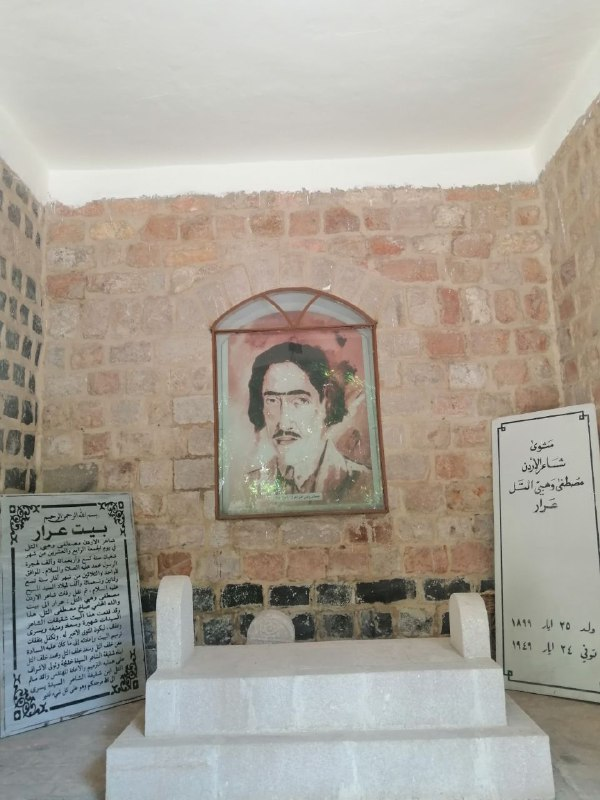
قبر عرار في منزله

توفي مصطفى وهبي التل صباح يوم الثلاثاء 25 مايو 1949 في المستشفى الحكومي بعمّان وكان قد أوصى بدفنه في تل إربد، إذ خلد هذه الوصية بعدة أبيات من الشعر، جاءت ضمن قصيدة بعنوان (بقايا ألحان وأشجان) يقول فيها:

## حياته الشخصية

### عائلته
والد عرار هو صالح المصطفى اليوسف التل وهو من مواليد إربد (لواء عجلون)، كان صالح المصطفى أمياً فسعى نتيجة اختلاطه بالموظفين إلى تأسيس مدرسة ابتدائية في إربد، وهي المدرسة التي تعلم فيها حفيده صالح وصفي (ابن عرار) لمدة ثلاث سنوات ونال شهادة الابتدائية، أما والدة عرار فهي سته جابر المراشدة من مواليد قرية سوم (محافظة إربد).

### أسرته وزواجه
تزوج عرار أربع مرات، الأولى عام 1918 من منيفة إبراهيم بابان (توفيت عام 1951) من أصول كردية عراقية ولدت في مدينة السليمانية شمال العراق، وأنجب منها: «صالح وصفي» التل (سياسي أردني ورئيس وزراء سابق)، معين، مريود، سعيد، عبد الله وشاكر (توفي طفلا).
كما تزوج للمرة الثانية عام 1930 من عوفة ملوص الجبر السرحان (من المفرق - قرية مغير السرحان) وأنجب منها: صايل (متوفي - والد سفير الأردن الأسبق في المكسيك محمد صايل التل) وعليا (متوفية)، وطه، وصفية.
تزوج عرار أيضًا من شومه بنت حرب الدحيات في عام 1925 وطلقها بعد زواجه منها بيوم، كما تزوج عام 1943 من (عدوية) وهي امرأة شركسية وطلقها بعد فترة قصيرة.

## أعماله الأدبية
ترك الشاعر العديد من الأثار النثرية إلى جانب ديوانه الشعري:
- الشعر: عشيّات وادي اليابس، تحقيق: زياد صالح الزعبي، مطابع المؤسّسة الصحفيّة الأردنية/ الرأي، عمّان، 1982. وصدر عن المؤسسة الجامعية للدراسات، بيروت، 1998.
- الدراسات: بالرفاه والبنين/ بالاشتراك مع خليل نصر، مطبعة الأردن، عمّان، 1934. الأئمة من قريش، د.ن، عمان، 1938.
- المقالات: أوراق عرار السياسية - وثائق مصطفى وهبي التل، (جمعها: محمد كعوش)، د.ن، عمان، 1980.
- الترجمة: رباعيّات عمر الخيّام (ترجمة عن الفارسية)، عمان، 1973. تحقيق د. يوسف بكار، مكتبة الرائد العلمية، عمان، 1990.

## عرار في الأدب والثقافة
صدرت عدة كتب تناولت سيرة مصطفى وهبي التل منها:
- يعقوب العودات (البدوي الملثم): عرار شاعر الأردن، المطبعة الوطنية، عمان، ط1، 1958.
- محمود السمرة: عشيات وادي اليابس (محقق)، المؤسسة الصحفية الأردنية، عمان، ط2، 1973.
- أحمد أبو مطر: عرار الشاعر اللامنتمي، أقلام الصحوة، الإسكندرية، ط1، 1977. دار صبرا للطباعة والنشر، دمشق - نيقوسيا، ط2، 1987.
- يعقوب العودات (البدوري الملثم): عرار شاعر الأردن، دار القلم، بيروت، ط1، 1980.
- زياد صالح الزعبي، (المقدمة)، جمع وتحقيق وتقديم، عشيات وادي اليابس، دائرة الثقافة والفنون، عمان، 1982.
- محمد أبو صوفة: أعلام الأدب والفكر في الأردن، مكتبة الأقصى، عمان، ط1، 1983.
- سليمان الموسى: أعلام من الأردن، مطابع دار الشعب، عمان، ط1، 1986.
- يوسف بكار: رباعيات عمر الخيام من ترجمة مصطفى وهبي التل، دار الجيل ومكتبة الرائد العلمية، بيروت - عمان، ط1، 1990.
- ناصر الدين الأسد: أديبان من الأردن، منشورات جامعة عمان الأهلية، ط1، 1993.
- محمود المطلق: عشيات وادي اليابس (محقق)، شركة الطباعة الحديثة، عمان، ط1، 1994.
- محمود عبيدات: سيرة الشاعر المناضل مصطفى وهبي التل (عرار) 1897-1949، بدعم من وزارة الثقافة، عمان، 1996.
- عبد الله رضوان: عرار شاعر الأردن وعاشقه (مختارات)، منشورات أمانة عمان الكبرى، عمان، ط1، 1999.
- كمال فحماوي: مصطفى وهبي التل، حياته وشعره، د.ن، عمان، د.ت.

## معرض صور

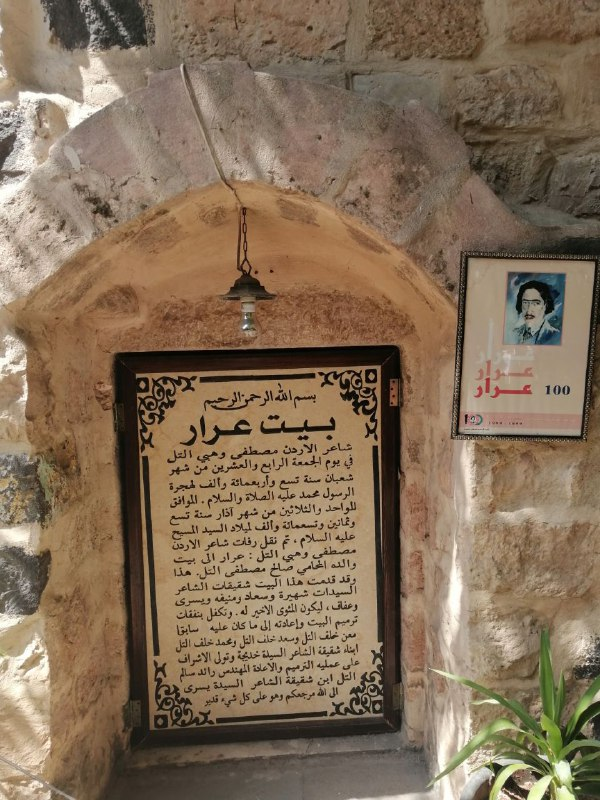
لوحة داخل بيت عرار
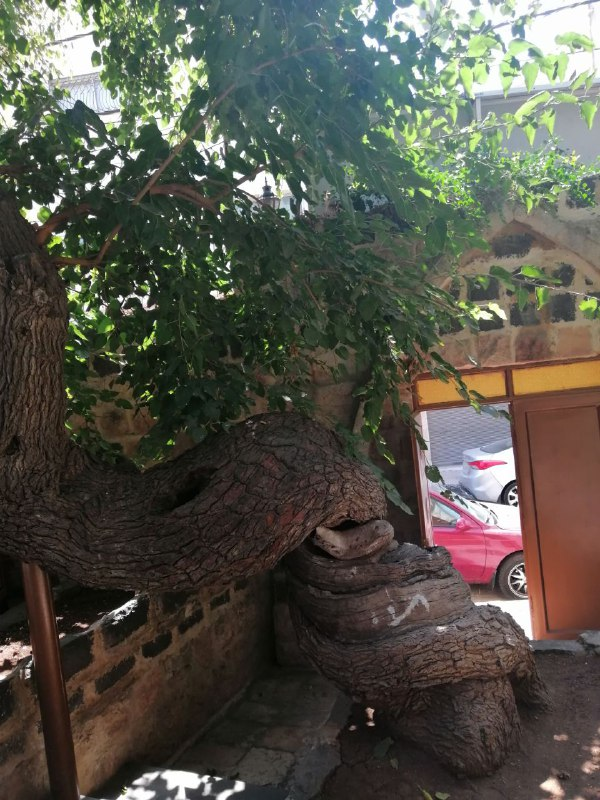
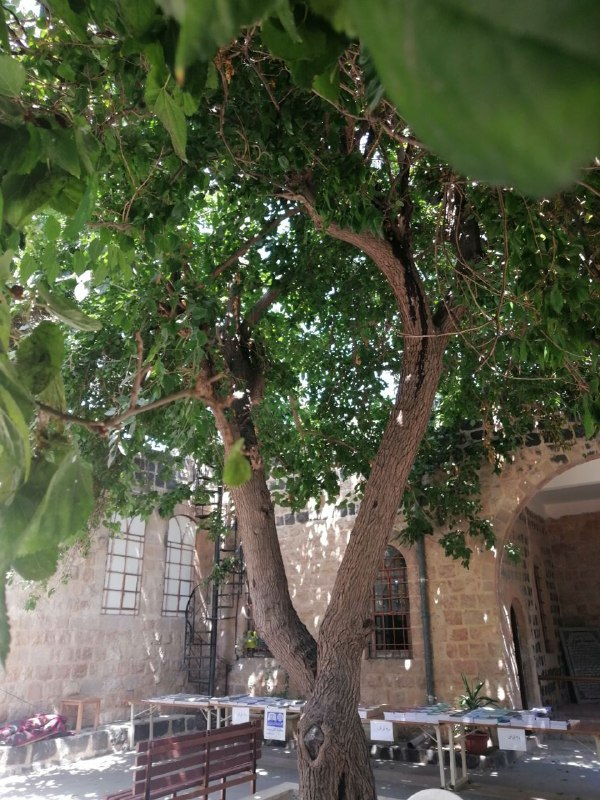
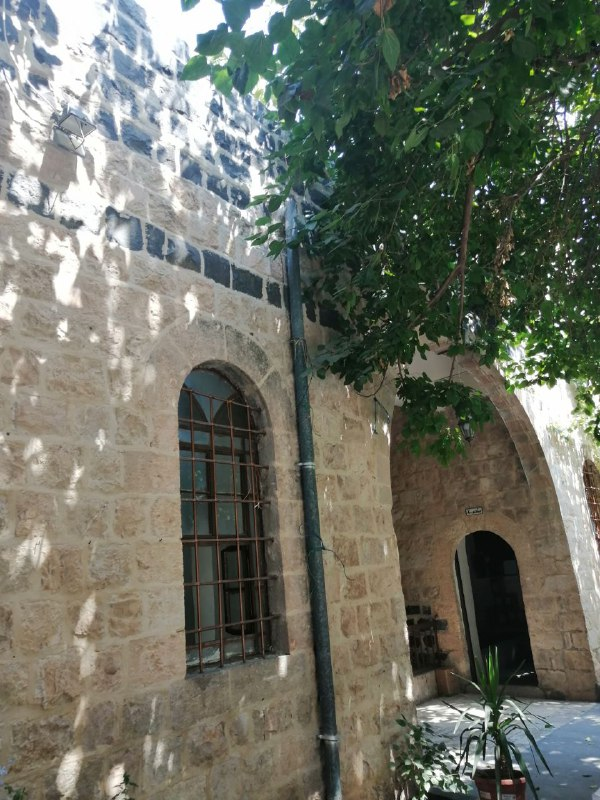
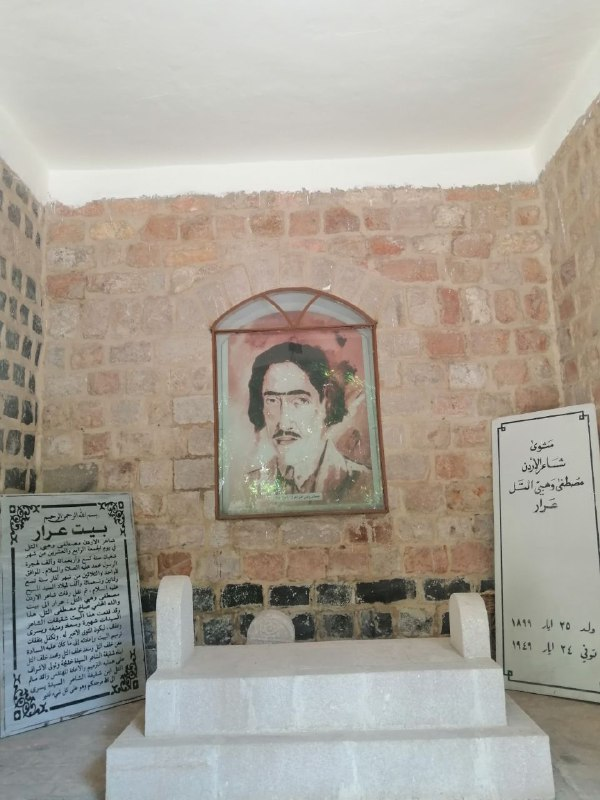
قبر الشاعر عرار

## وصلات خارجية
- مصطفى وهبي التل على موقع أرشيف الشارخ.
- بوابة الشعراء : ديوان مصطفى وهبي التل